# Adobe Audition
Pour les articles homonymes, voir Audition.
 (août 2013).
 (décembre 2016).
Si vous disposez d'ouvrages ou d'articles de référence ou si vous connaissez des sites web de qualité traitant du thème abordé ici, merci de compléter l'article en donnant les références utiles à sa vérifiabilité et en les liant à la section « Notes et références ».
Adobe Audition (anciennement Cool Edit Pro) est un logiciel de traitement de données audio numériques, édité par Adobe Systems. À l'origine, Cool Edit Pro était un produit de la société Syntrillium Software. Les dernières versions de Cool Edit Pro sont 2.0 et 2.1. Il fut racheté en mai 2003 par Adobe, qui le rebaptisa Adobe Audition avant de le mettre sur le marché en août de la même année, dans le cadre du Adobe Creative Suite Production Studio.

## Description
Il comporte un module multipistes (128 pistes), permettant de mixer plusieurs flux audio, ces flux pouvant être lus directement à leurs différents formats d'origine — y compris, pour l'interface multipistes, en .mid ou .midi. Le logiciel comporte un module de traitement de flux audio en mode multicanaux 5.1. Ce module permet de préparer les multiples canaux qui composent ces fichiers. 
Adobe Audition permet la numérisation en temps réel d'un flux audio entrant dans l'ordinateur par l'entrée bleue Line in ou Audio in de la carte son, ou par l'entrée rose Mic(rophone), ou diffusé par un autre logiciel, voire par un site Web. Audition comporte un module de gravure de CD au format Audio classique (74 et 80 min), dit CD-A ou CD-DA. 
Audition prépare les fichiers audio (44,1 kHz 16 bits stéréo), pour la gravure des CD Audio. En extraction, Audition permet aussi de récupérer (d'extraire) le flux audio ou bande son de fichiers vidéo (et même d'afficher un aperçu, d'une vidéo dont on veut extraire le son, à l'interface / module multipistes) ; ainsi que de lancer la conversion et l'encodage en série (batch), de fichiers audio multiples.
Audition, sauvegarde les flux audio de divers formats, le .mp3 et le .wma de Microsoft, ainsi qu'à des formats moins courants, tels que le .mpa ou .mp2 (pour DVD...), ou encore le .ogg de Vorbis, etc. 
Les filtrages et effets sont nombreux, dont les fondus de sortie et/ou d'entrée, l'égalisation (travail sur les fréquences, en l'occurrence très précis), les delay effects dont la réverb. et autres échos (par exemple, le filtre Delay : Vocal Presence donne un effet stéréo à un flux mono préalablement converti en stéréo technique).